# Mas de Riera
El Mas de Riera és una masia de Reus (Baix Camp) situada a la partida de Quart, a la vora esquerra de la riera de la Boella, a l'est del camp d'Aviació i al sud-oest del Mas de Puig. També es coneix com a Mas de Maler.

## Descripció
El mas és una construcció gran, de planta quadrangular i volum senzill, de tres plantes d'alçada i una coberta amb teulada a dues aigües. Per l'aspecte de les façanes i la seva composició podria passar per una masia de finals del segle xviii, no obstant és de construcció més recent. Al voltant del cos principal, i en creixement compacte s'hi afegeixen diverses construccions de planta baixa, algunes amb coberta de teulada, i altres amb coberta plana. La façana principal, té una interessant porta adovellada, des d'on s'inicia l'eix central que fa simètrica la composició dels diferents buits i plens, ordenats a cada una de les plantes.